# بن 10 (مسلسل 2016)
بن 10 (بالإنجليزية:Ben 10) هو مسلسل تلفزيوني كرتوني أمريكي من إنتاج وتأليف ستوديوهات مان أوف أكشن بمساعدة كرتون نتورك ستوديوز عُرض المسلسل في أوروبا في 10 أكتوبر 2016 كما عرضت أول حلقة باللغة العربية الشرق الأوسط في 10 أكتوبر 2016 وبدأالعرض المتواصل باللغة العربية على كرتون نتورك بالعربية في 22 أكتوبر 2016، ثم عُرض في الولايات المتحدة في 13 مارس 2017.

## معلومات عن المسلسل
يعود بن تنيسون إلى عمر العشر سنوات كما في المسلسل الأول من سلسلة بن 10 ويخوض مغامرات فريدة مع الجد ماكس وابنة عمه غوين تنيسون المسلسل ليس كالسلاسل السابقة السلاسل السابقة كانت اكشن وجدية ورائعة
أما هذا الريبوت فهو كوميدي وقد اكد الكثير من الناس أن المسلسل كان مشابهًا إلى حدٍ ما مع السلسله الاصليه (بن 10 2005 ) ولكن بطريقة هزلية أكثر مما أدى إلى عدم نجاح المسلسل النجاح المتوقع من قِبَل شركة مان اوف اكشن فبدأ المسلسل عام 2016 و انتهى عرضه عام 2020

## الشخصيات

### الأبطال
- بن تنيسون: هو فتى في العاشرة من عمره وقد وجد الامنيتريكس وهو يستخدمها لمحاربة الاشرار، ويساعده في ذلك ابنة عمه جوين وجده ماكس تنيسون ومؤخرا صديق جده فيل.
- ماكس تنيسون: هو جد بن و داعم بن الاول و قائد فريق البلامرز على الارض
- غوين تنيسون: ابنة عم بن وهي في العاشرة من عمرها وتظن ان بن متهور لكنها تقلق عندما يصاب باذى ودائما تعطيه النصائح.
- فيل: صديق لماكس تنيسون وهو خبير بالتكنولوجيا ويساعد في اصلاح الامنيتريكس احيانا.
- سايمون: هو فتي في السادسة من عمره ويعتبر بن مثله الاعلى وكذلك صديقه، لديه حقيبة تحوله إلى روبوت عملاق.
- ازموث: هو صانع الامنيتريكس ومعلم فالغاكس، يعيش في الفراغ الخالي لانه يظن انه يستحق السجن بسبب جرائم فالغاكس (لم يظهر سوي في فيلم بن 10 ضد الكون).

### الأشرار
- فالغاكس: كان شريك ازموث ولكنه أصبح شريرا ويريد أخذ الاومنيتريكس من بن
- سايفون:
- الدكتور أنيمو: عالم احياء مجنون يسعي لتطوير وحوشا للسيطرة على العالم.
- ملكة النحل:
- بيلي بليونز: هو فتي في العاشرة من عمره غني جدا وهو ينافس بن ويكرهه ولكن بن لا يعتبره خطيرا أو حتى موجودا.
- هايدروماندر: وحش قديم استيقظ بسبب بن وهو كائن مائي اسطوري قوي جدا يعيش في شلالات فكتوريا.
- موريس: هو عالم مجنون تم تبديل رأسه إلى جسد صرصور.
- تيتراكس: صائد جوائز فضائي من نفس سلالة (دايموند هيد) كان يسعي للقبض على بن عندما تحول إلى غاكس ومن هنا بدأت علاقتها
- سيدني:
- هيكس: ساحر شرير يستعمل السحر الاسود للحصول على القوة ليحكم العالم.
- كيفن: فتي في الحادية عشر من عمره ولديه ساعة (الانتيتيريكس) والتي صنعها هو بنفسه، احيانا يقاتل بن واحيانا يتعاونان معا ويكونا صديقين.
- فورإيفر نايت (forever knights):

## الأصوات العربية
- هزار الحرك - بن تنيسون.[4]
- سمر كوكش - غوين تنيسون
- مأمون الرفاعي - ماكس تنيسون
- يحيى الكفري - دكتور أنيمو، ستينكفلاي
- محمد مصطفى - هيتبلاست
- محمد خير أبو حسون - فور أرمز
- زياد الرفاعي - كيفن ليفن
- رأفت بازو - غوستفريك
- فاطمة سعد - هوب
- محمد خرماشو - فليكاس

## وصلات خارجية
- بن 10 (مسلسل 2016) على موقع IMDb (الإنجليزية)
- بن 10 (مسلسل 2016) على موقع فيلمافينيتي (الإسبانية)
- بن 10 (مسلسل 2016) على موقع كينوبويسك (الروسية)
- بن 10 (مسلسل 2016) على موقع ألو سيني (الفرنسية)
- بن 10 (مسلسل 2016) على موقع قاعدة بيانات الفيلم (الإنجليزية)